# Lista odcinków serialu Jezioro marzeń
Lista odcinków serialu Jezioro marzeń:

## Sezon 1 (1998)
Wszystkie 13 odcinków zostało nakręconych przed premierą telewizyjną. Sezon przedstawia losy bohaterów w pierwszym semestrze pierwszej klasy liceum.
| #  | # w serii | Tytuł          | Data premiery | Opis |
| -- | --------- | -------------- | ------------- | --- |
| 1  | 1.01      | Pilot          | 20.01.1998    | Do Capeside przyjeżdża z Nowego Jorku piękna blondynka, Jen Lindley. Dziewczyna od razu wpada w oko Dawsonowi. Pacey próbuje flirtować z nową nauczycielką angielskiego.        |
| 2  | 1.02      | Dance          | 27.01.1998    | Dawson, który jest zakochany w Jen czyni ją główną aktorką w swoim filmie. Napotyka także konkurencję w osobie Cliffa.                                                          |
| 3  | 1.03      | Kiss           | 3.02.1998     | Joey stara się zrobić wrażenie na chłopaku poznanym w porcie. Dawson i Jen po raz pierwszy się całują. Pacey nadal stara się uwieść Tamarę Jacobs.                              |
| 4  | 1.04      | Discovery      | 10.02.1998    | Dawson dowiaduje się o romansie swojej matki. Pacey i Tamara zostają przyłapani przez kamerę Dawsona.                                                                           |
| 5  | 1.05      | Hurricane      | 17.02.1998    | Do Capeside zbliża się huragan. Bohaterowie przeprowadzają poważne rozmowy: Dawson z Jen i Joey, Pacey z panną Jacobs, Gale z Mitchem.                                          |
| 6  | 1.06      | Baby           | 24.02.1998    | Szkoła dowiaduje się o romansie Paceya i Tamary. Niespodziewany poród Bessie ma miejsce w domu Dawsona.                                                                         |
| 7  | 1.07      | Detention      | 3.03.1998     | Jen, Dawson, Pacey i Joey muszą za karę spędzić całą sobotę w szkole. Zabijają czas grą w "prawda czy wyzwanie".                                                                |
| 8  | 1.08      | Boyfriend      | 10.03.1998    | Z Nowego Jorku przyjeżdża były chłopak Jen i próbuje ją odzyskać. |
| 9  | 1.09      | Roadtrip       | 17.03.1998    | Dawson, Pacey i Billy jadą do Providence zabawić się. Jen pomaga Joey, kiedy jeden z uczniów rozgłasza plotkę, że spędził z nią noc.                                            |
| 10 | 1.10      | Double Date    | 28.04.1998    | Dawson próbuje wzbudzić zazdrość u Jen, aranżując podwójną randkę. Joey i Pacey są zmuszeni razem pracować nad projektem z biologii.                                            |
| 11 | 1.11      | The Scare      | 5.05.1998     | Jest piątek, 13. Dawson urządza w domu seans, aby zrobić wrażenie na Jen, która jest z Cliffem.                                                                                 |
| 12 | 1.12      | Beauty Contest | 12.05.1998    | Jen namawia Joey do wzięcia udziału w konkursie piękności. |
| 13 | 1.13      | Decisions      | 19.05.1998    | Joey dostaje propozycję wyjazdu na roczne stypendium do Francji. Dawson odkrywa swoje uczucie do niej. Joey odwiedza swego ojca w więzieniu. Dziadek Jen budzi się ze śpiączki. |

## Sezon 2 (1998–1999)
Sezon przedstawia losy bohaterów w drugim semestrze pierwszej klasy liceum.
| #  | # w serii | Tytuł                        | Data premiery | Opis |
| -- | --------- | ---------------------------- | ------------- | --- |
| 14 | 2.01      | The Kiss                     | 7.10.1998     | Rozkwitające uczucie Dawsona i Joey rodzi nowe możliwości, ale i obawy. Dziadek Jen umiera. |
| 15 | 2.02      | Crossroads                   | 14.10.1998    | Dawson, zajęty Joey, zapomina o urodzinach Paceya. Jen wyznaje Abby, że nadal jest zakochana w Dawsonie i chce go odzyskać. |
| 16 | 2.03      | Alternate Lifestyles         | 21.10.1998    | Dawson i Jen mają do zrobienia wspólny projekt z ekonomii. Zakochana w chłopaku dziewczyna zamierza to wykorzystać. Jen podrywa i całuje Dawsona. Pacey poznaje rodzinne sekrety Andie. Gale proponuje Mitchowi małżeństwo otwarte. |
| 17 | 2.04      | Tamara's Return              | 28.10.1998    | Do Capeside powraca Tamara Jacobs. |
| 18 | 2.05      | Full Moon Rising             | 4.11.1998     | Pierwsza randka Pacey i Andie okazuje się niewypałem, podobnie wieczór Gale. |
| 19 | 2.06      | The Dance                    | 11.11.1998    | Dawson dowiaduje się na szkolnej zabawie, że Jack pocałował Joey. |
| 20 | 2.07      | The All-Nighter              | 18.11.1998    | Dawson i Joey muszą stawić czoła skutkom swojego zerwania podczas weekendowego wyjazdu całej paczki. Andie dowiaduje się o romansie Paceya i panny Jacobs.                                                                          |
| 21 | 2.08      | The Reluctant Hero           | 25.11.1998    | Dawson przychodzi z pomocą Jen, a Pacey pomaga Andie zająć się chorą matką. |
| 22 | 2.09      | The Election                 | 16.12.1998    | Abby próbuje przeszkodzić Andie w planach zostania przewodniczącą samorządu. |
| 23 | 2.10      | High Risk Behavior           | 13.01.1999    | Joey pozwala Jackowi by ten pozował jej do aktu. Dawson nie może już ukrywać swoich uczuć wobec Jen. |
| 24 | 2.11      | Sex, She Wrote               | 20.01.1999    | Abby przeprowadza intrygę, mającą na celu ustalić kto z kim spał ostatniej nocy. |
| 25 | 2.12      | Uncharted Waters             | 27.01.1999    | Mężczyźni z Capeside wyjeżdżają na ryby, podczas gdy dziewczyny pomagają Gale w jej nowym reportażu. |
| 26 | 2.13      | His Leading Lady             | 3.02.1999     | Zdjęcia do filmu Dawsona stają się powodem sprzeczki między nim a Joey. |
| 27 | 2.14      | To Be Or Not To Be           | 10.02.1999    | Jack odczytuje przed klasą swój wiersz, który staje się początkiem pytań o jego orientację. |
| 28 | 2.15      | …That Is The Question        | 17.02.1999    | Jack uświadamia sobie, że jest gejem, stwierdza, że musi powiedzieć o tym Joey. |
| 29 | 2.16      | Be Careful What You Wish For | 3.03.1999     | Andie i Dawson upijają się z okazji szesnastych urodzin tego ostatniego. |
| 30 | 2.17      | Psychic Friends              | 10.03.1999    | Dawson traci wiarę w siebie jako reżysera, kiedy nauczyciel krytykuje jego film. |
| 31 | 2.18      | A Perfect Wedding            | 28.04.1999    | Wesele w Capeside łączy z powrotem Dawsona i Joey. Dla Abby wieczór kończy się tragicznie. |
| 32 | 2.19      | Abby Morgan, Rest In Peace   | 5.05.1999     | Wszyscy mają mieszane uczucia na temat śmierci Abby, zwłaszcza Jen i Andie, która ma wygłosić mowę pogrzebową. |
| 33 | 2.20      | Reunited                     | 12.05.1999    | Andie przeżywa załamanie nerwowe. Dawson, Joey i Jen starają się pojednać Gale i Mitcha. |
| 34 | 2.21      | Ch…Ch…Changes                | 19.05.1999    | Dawson odkrywa że ojciec Joey znów handluje narkotykami. Pacey stara się zatrzymać Andie, której ojciec zdecydował o wyprowadzce całej rodziny z Capeside.                                                                          |
| 35 | 2.22      | Parental Discretion Advised  | 26.05.1999    | Pożar trawi restaurację Potterów, co prowadzi Dawsona do wydania ojca Joey w ręce policji i rujnuje jego związek z Joey. |

## Sezon 3 (1999–2000)
Sezon przedstawia losy bohaterów w drugiej klasie liceum.
| #  | # w serii | Tytuł                              | Data premiery | Opis |
| -- | --------- | ---------------------------------- | ------------- | --- |
| 36 | 3.01      | Like A Virgin                      | 29.09.1999    | Wracając z wakacji Dawson poznaje nową dziewczynę, Eve. Jen zostaje cheerleaderką. Dawson prosi Paceya, aby zaopiekował się Joey. |
| 37 | 3.02      | Homecoming                         | 6.10.1999     | Związek Dawsona z Eve rozwija się. Jack zapisuje się do drużyny footballowej. |
| 38 | 3.03      | None Of The Above                  | 13.10.1999    | Eve podrzuca Dawsonowi odpowiedzi do testu klasyfikacyjnego. |
| 39 | 3.04      | Home Movies                        | 20.10.1999    | Dawson chce nakręcić film o Jacku, co spotyka się ze sprzeciwem trenera drużyny, Mitcha. Andie ma poczucie winy w związku z oszustwem na egzaminie. Jen zostaje Homecoming Queen.                                                                          |
| 40 | 3.05      | Indian Summer                      | 27.10.1999    | Jack próbuje ustawić Jen z Henrym. Dawson poznaje kilka tajemnic Eve. |
| 41 | 3.06      | Secrets And Lies                   | 10.11.1999    | Jen przewodniczy gali Homecoming Queen. Joey i Pacey muszą ratować Andie przed Robem. |
| 42 | 3.07      | Escape From Witch Island           | 17.11.1999    | Dawson, Joey, Pacey i Jen płyną na wyspę czarownic, aby nakręcić film na zajęcia Dawsona. |
| 43 | 3.08      | Guess Who's Coming To Dinner       | 24.11.1999    | Na święto Dziękczynienia do Capeside przyjeżdża matka Jen. Dawson próbuje podpytać ją na temat przeszłości związanej z Eve. |
| 44 | 3.09      | Four To Tango                      | 1.12.1999     | Pacey zgadza się zostać partnerem Joey w szkole tańca, w zamian za pomoc w nauce. |
| 45 | 3.10      | First Encounters Of The Close Kind | 15.12.1999    | Dawson, Joey, Jack i Andie wyjeżdżają do Bostonu na dni otwarte tamtejszej uczelni. |
| 46 | 3.11      | Barefoot At Capefest               | 12.01.2000    | Pacey pomaga Andie w jej szkolnym przedstawieniu. Capefest zbliża do siebie Jacka i Ethana oraz Jen i Henry'ego. |
| 47 | 3.12      | A Weekend In The Country           | 19.01.2000    | Przyjaciele pomagają Bessie i Joey w kłopotach finansowych aranżując weekend w ich hoteliku. |
| 48 | 3.13      | Northern Lights                    | 26.01.2000    | Związek Joey i AJ-a przechodzi ciężką próbę. Dawson decyduje się rzucić zajęcia filmowe. |
| 49 | 3.14      | Valentine's Day Massacre           | 2.02.2000     | Zabawa podczas Anty-Walentynek wymyka się spod kontroli. |
| 50 | 3.15      | Crime and Punishment               | 9.02.2000     | Malowidło Joey zostaje zniszczone przez jednego z uczniów. Pacey postanawia znaleźć i ukarać sprawcę. |
| 51 | 3.16      | To Green, With Love                | 16.02.2000    | Joey staje w obronie dyrektora szkoły, który ma być zwolniony za wyrzucenie z niej Matta Caufielda. |
| 52 | 3.17      | Cinderella Story                   | 1.03.2000     | Pacey w ramach kary musi opiekować się dziewięciolatkiem. Joey dobrowolnie postanawia zakończyć swój związek z AJ-em widząc, że staje na drodze prawdziwej miłości. Kiedy nie ma czym wrócić do domu, Pacey jest jedyną osobą, do której może się zwrócić. |
| 53 | 3.18      | Neverland                          | 5.04.2000     | Ojciec Jacka dowiaduje się o jego orientacji. Pacey obawia się reakcji Dawsona na rodzące się uczucie między nim a Joey. |
| 54 | 3.19      | Stolen Kisses                      | 26.04.2000    | Paczka wyjeżdża na weekend do ciotki Dawsona. Pacey przeprowadza poważną rozmowę z Joey na temat swoich uczuć. |
| 55 | 3.20      | The Longest Day                    | 3.05.2000     | Pacey nie może znaleźć w sobie odwagi, by powiedzieć Dawsonowi o swoim związku z Joey. |
| 56 | 3.21      | Show Me Love                       | 10.05.2000    | Pacey i Dawson rywalizują w regatach, jak im się wydaje, o to, którego z nich wybierze Joey. |
| 57 | 3.22      | The Anti-Prom                      | 17.05.2000    | Dawson urządza "antybal". Napięcie między nim, Joey a Paceyem sięga zenitu. |
| 58 | 3.23      | True Love                          | 24.05.2000    | Pacey planuje spędzić całe wakacje na pokładzie True Love. Joey musi wybrać między prawdziwą miłością a lojalnością wobec Dawsona. |

## Sezon 4 (2000–2001)
Sezon przedstawia losy bohaterów w ostatniej klasie liceum.
| #  | # w serii | Tytuł                         | Data premiery | Opis |
| -- | --------- | ----------------------------- | ------------- | --- |
| 59 | 4.01      | Coming Home                   | 4.10.2000     | Pacey i Joey wracają z wakacyjnego rejsu na pokładzie True Love i muszą stawić czoła zmianom, jakie zaszły w Capeside. Stosunki między Dawsonem a Paceyem są nadal napięte.                                                                      |
| 60 | 4.02      | Failing Down                  | 11.10.2000    | Pacey uświadamia sobie, że może mieć trudności z ukończeniem szkoły. Do Capeside wraca jego siostra, Gretchen. |
| 61 | 4.03      | The Two Gentlemen Of Capeside | 18.10.2000    | Dawson ratuje Paceya i Jen, którzy trafili w sam środek sztormu podczas rejsu True Love. |
| 62 | 4.04      | Future Tense                  | 25.10.2000    | Przyjaciele z Capeside stają przed koniecznością wyboru przyszłej uczelni. |
| 63 | 4.05      | A Family Way                  | 1.11.2000     | Dawson i jego ojciec dowiadują się, że Gail jest w ciąży. |
| 64 | 4.06      | Great Xpectations             | 8.11.2000     | Andie dowiaduje się, że została przyjęta na elitarny Uniwersytet Harvarda. |
| 65 | 4.07      | You Had Me At Goodbye         | 15.11.2000    | Andie postanawia spędzić resztę roku we Włoszech. Przedtem jednak żegna się z przyjaciółmi. |
| 66 | 4.08      | The Unusual Suspects          | 22.11.2000    | Jack, Dawson i Pacey jako przyszli absolwenci, postanawiają zrobić coś szalonego w ostatnich chwilach szkoły. |
| 67 | 4.09      | Kiss Kiss Bang Bang           | 29.11.2000    | Joey zabiera Paceya na bardzo ważne dla siebie przyjęcie dla kandydatów do Worthington, później żałuje tego kroku. Dawson i Gretchen całują się na gwiazdkowym przyjęciu w domu Leerych.                                                         |
| 68 | 4.10      | Self-Reliance                 | 20.12.2000    | Jack jest onieśmielony, kiedy Jen zabiera go na spotkanie z grupą gejów. Wszyscy zastanawiają się, co tak naprawdę jest między Dawsonem a Gretchen.                                                                                              |
| 69 | 4.11      | The Tao Of Dawson             | 10.01.2001    | Dawson wyznaje Gretchen miłość. Joey zostaje zamknięta w piwnicy z Drue Valentine. |
| 70 | 4.12      | The Te of Pacey               | 17.01.2001    | Joey urządza dla Paceya przyjęcie-niespodziankę, ale okazuje się ono koszmarem, kiedy rodzina zaczyna się z niego nabijać. |
| 71 | 4.13      | Hopeless                      | 31.01.2001    | Dawson spędza wieczór z Gretchen i jej przyjaciółmi, co jeszcze bardziej podkreśla dzielącą tych dwoje różnicę wieku. |
| 72 | 4.14      | A Winter's Tale               | 7.02.2001     | Podczas wyjazdu na narty, Jen i Jack pakują się w kłopoty, podczas gdy Pacey i Joey po raz pierwszy idą ze sobą do łóżka. |
| 73 | 4.15      | Four Stories                  | 14.02.2001    | Pan Brooks umiera, czyniąc Dawsona swoim jedynym spadkobiercą. Pacey i Joey spóźniają się na autobus z wycieczki i muszą wracać do domu na własną rękę.                                                                                          |
| 74 | 4.15      | Mind Games                    | 28.03.2001    | Dawson czuje się dziwnie spędzając noc z Gretchen. Jack wraz z Jen szpieguje terapeutę dziewczyny. |
| 75 | 4.17      | Admissions                    | 11.04.2001    | Joey dostaje się na studia, ale nie ma pieniędzy żeby je opłacić. Jen konfrontuje swoją przeszłość z Drue. |
| 76 | 4.18      | Eastern Standard Time         | 18.04.2001    | Joey i Jen jadą do Nowego Jorku na imprezę maturzystów. Prawdziwym celem Jen jest jednak spotkanie z ojcem. Dawson spędza noc z Gretchen. |
| 77 | 4.19      | Late                          | 25.04.2001    | Matka Dawsona rodzi córeczkę. Tymczasem Joey podejrzewa, że może być w ciąży. |
| 78 | 4.20      | Promicide                     | 4.05.2001     | Pacey chce, by Joey spędziła z nim idealny bal maturalny. Jednak od początku nic się nie udaje. To jednak drobnostki, w porównaniu z tym, co ma dopiero nadejść. Gigantyczna kłótnia, jaka wywiązuje się na balu sprawia, że para zrywa ze sobą. |
| 79 | 4.21      | Separation Anxiety            | 9.05.2001     | Pacey dostaje ofertę pracy od dziekana z uczelni Joey. Dawson żegna się z Gretchen. Jen próbuje przekonać babcię do przeprowadzki do Bostonu wraz z nią i Jackiem.                                                                               |
| 80 | 4.22      | The Graduate                  | 16.05.2001    | Ukończenie szkoły przez Paceya stoi pod znakiem zapytania. Andie powraca do Capeside. Joey pracuje nad idealną mową na zakończenie szkoły. |
| 81 | 4.23      | Coda                          | 23.05.2001    | Paczka przyjaciół spędza ostatnie chwile w Capeside, zanim rozjadą się na studia. Dawson dostaje się do szkoły filmowej w L.A. Dawson i Joey wspominają czasy liceum, co kończy się pocałunkiem.                                                 |

## Sezon 5 (2001–2002)
Premiera sezonu została opóźniona z powodu ataków 11 września. Sezon przedstawia losy bohaterów na pierwszym roku studiów w Bostonie.
| #   | # w serii | Tytuł                        | Data premiery | Opis |
| --- | --------- | ---------------------------- | ------------- | --- |
| 82  | 5.01      | The Bostonians               | 10.10.2001    | Dawson, Joey, Jen, Jack i Pacey opuścili Capeside, ale sprawy pomiędzy nimi pozostają niezakończone. Jen jest jedyną osobą, która wie, że Pacey pojawił się w Bostonie.                                                               |
| 83  | 5.02      | The Lost Weekend             | 17.10.2001    | Wyprawę Dawsona do Bostonu przerywa ponura wiadomość od Joey. Jen postanawia dać szansę miłości. |
| 84  | 5.03      | Capeside Revisited           | 24.10.2001    | Ojciec Dawsona sprzeciwia się jego decyzji o porzuceniu szkoły filmowej. Joey dowiaduje się, że Pacey jest w Bostonie. |
| 85  | 5.04      | The Long Goodbye             | 31.10.2001    | Po tragicznej śmierci swojego ojca w wypadku samochodowym, Dawson jest załamany. Jego przyjaciele próbują go pocieszać. |
| 86  | 5.05      | Use Your Disillusion         | 7.11.2001     | Joey przygotowuje się na wizytę Dawsona. Jack zmuszony jest wybrać pomiędzy swoim bractwem a Tobeyem. |
| 87  | 5.06      | High Anxiety                 | 14.11.2001    | Dawson wybiera się do psychiatry, w związku ze swymi napadami lęków. Przy okazji odkrywa, że jego przyjaciele też mają się nie najlepiej.                                                                                             |
| 88  | 5.07      | Text, Lies & Videotape       | 21.11.2001    | Dawson podejmuje terapię. Pacey ostrzega Karen przed związkiem z Dannym. |
| 89  | 5.08      | Hotel New Hampshire          | 28.11.2001    | Jack zaprasza Joey i Audrey na spotkanie swojego bractwa. Dawson zaprasza Jen na weekend do New Hampshire. |
| 90  | 5.09      | Four Scary Stories           | 12.12.2001    | Joey, Pacey i Jack opowiadają sobie różne przerażające historie. To jednak nic w porównaniu z opowieścią babci Jen. |
| 91  | 5.10      | Appetite For Destruction     | 19.12.2001    | Związek Dawsona i Jen wychodzi na jaw, gdy oboje wracają do domu. |
| 92  | 5.11      | Something Wild               | 16.01.2002    | Wspólny wieczór Joey i Charliego kończy się pocałunkiem, podczas gdy Pacey bawi się z Audrey. |
| 93  | 5.12      | Sleeping Arrangements        | 23.01.2002    | Jack wprowadza się do domu bractwa. Dawson i Jen uświadamiają sobie, że mieszkanie razem nie sprawia im aż takiej frajdy jak się spodziewali.                                                                                         |
| 94  | 5.13      | Something Wilder             | 30.01.2002    | Dawson spędza pierwszy dzień w szkole filmowej. Jack wypija za dużo i wdaje się w bójkę z członkami swego bractwa. |
| 95  | 5.14      | Guerilla Filmmaking (1)      | 6.02.2002     | Dawson ma kłopoty z głównym aktorem w filmie który reżyseruje. Jack wyprowadza się z domu bractwa po kłótni z Erickiem. |
| 96  | 5.15      | Downtown Crossing (2)        | 13.02.2002    | Joey zostaje napadnięta na ulicy. Napastnik wkrótce potem wpada pod samochód. W szpitalu Joey poznaje jego rodzinę. |
| 97  | 5.16      | In A Lonely Place            | 20.02.2002    | Jen i Audrey postanawiają poznać się z dwoma przystojnymi muzykami. Jack zabiera Paceya do baru dla gejów. |
| 98  | 5.17      | Highway To Hell              | 4.04.2002     | Charlie prosi Joey by śpiewała w jego zespole. Jen zwierza się Jackowi że chce zerwać z Dawsonem. |
| 99  | 5.18      | Cigarette Burns              | 10.04.2002    | Po emisji swojego filmu, Oliver zaprasza Jen na randkę. Pacey przyznaje się do swoich uczuć wobec Audrey. |
| 100 | 5.19      | 100 Light Years From Home    | 17.04.2002    | Bohaterowie jadą do Miami na przerwę wiosenną. Joey i Charlie spędzają wspólnie noc. |
| 101 | 5.20      | Separate Ways (Worlds Apart) | 28.04.2002    | Dawson i Oliver spotykają się z agentem w Nowym Jorku, Joey żegna się z Charliem. |
| 102 | 5.21      | After Hours                  | 1.05.2002     | Związek Paceya i Audrey jest zagrożony, gdy chłopakowi coraz bardziej podoba się Alex. Dawson ląduje w łóżku z Amy Lloyd, krytyczką, którą poznał na pokazie swojego filmu.                                                           |
| 103 | 5.22      | The Abby                     | 8.05.2002     | Dawson, Joey i Audrey wracają do Capeside. Dawson odwiedza grób swojego ojca. |
| 104 | 5.23      | Swan Song                    | 15.05.2002    | Zbliża się lato, Dawson i Audrey jadą do Los Angeles, Jack i Jen wybierają się na wakacje do Kostaryki. Stając przed perspektywą całego lata w Capeside, Joey i Pacey podejmują w ostatniej chwili decyzje, które zmieniają wszystko. |

## Sezon 6 (2002–2003)
Ostatni sezon przedstawia losy bohaterów na drugim roku studiów. Finałowy, dwugodzinny odcinek rozgrywa się pięć lat później, już po ukończeniu przez nich studiów.
| #   | # w serii | Tytuł                                   | Data premiery | Opis |
| --- | --------- | --------------------------------------- | ------------- | --- |
| 105 | 6.01      | The Kids Are Alright (1)                | 2.10.2002     | Po długiej przerwie Joey i Dawson wreszcie schodzą się i wspólnie świętują urodziny Joey. |
| 106 | 6.02      | The Song Remains The Same (2)           | 2.10.2002     | Po wspólnej nocy z Dawsonem Joey dowiaduje się o jego dziewczynie w LA. Pacey dostaje nową pracę i zostaje współlokatorem Jacka.                                                                     |
| 107 | 6.03      | The Importance Of Not Being Too Earnest | 9.10.2002     | Pomyłka Joey sprawia, że jej e-maila do Dawsona dostają wszyscy na uczelni. Pacey przekonuje się, że jego nowa praca nie będzie łatwa.                                                               |
| 108 | 6.04      | Instant Karma!                          | 16.10.2002    | Audrey widzi Paceya wychodzącego z klubu ze striptizem. Dawson musi jakoś rozwiązać sprawę z Joey i dziewczyną z LA, Natashą. Jack odkrywa zainteresowanie profesora Freemana swoją osobą.           |
| 109 | 6.05      | The Imposters                           | 23.10.2002    | Producent chce zakończyć zdjęcia do filmu Dawsona. Audrey dołącza do punkowego girlsbandu. Joey dowiaduje się, że Eddie nie jest studentem Worthington.                                              |
| 110 | 6.06      | Living Dead Girl                        | 30.10.2002    | Audrey podsłuchuje rozmowę Paceya ze współlokatorem i zrywa z nim. Tymczasem duch pewnej aktorki prześladuje Dawsona.                                                                                |
| 111 | 6.07      | Ego Tripping At The Gates Of Hell       | 6.11.2002     | Pacey wyjeżdża "w interesach" do Nowego Orleanu, Audrey zapija swoje smutki alkoholem i w takim stanie pojawia się na scenie. Joey postanawia zacząć umawiać się z Eddiem, a Jack z prof. Freemanem. |
| 112 | 6.08      | Spiderwebs                              | 13.11.2002    | Przyjaciele wybierają się na koncert No Doubt. Pacey dowiaduje się, że Audrey spała z CJ-em. |
| 113 | 6.09      | Everything Put Together Falls Apart     | 20.11.2002    | Dawson jest zazdrosny o Natashę. Joey spędza noc z Eddiem i spóźnia się na egzamin. |
| 114 | 6.10      | Marry Mayhem                            | 11.12.2002    | Dawson i Gail zapraszają wszystkich na święta do Capeside, ale pijana Audrey psuje całą imprezę, a na koniec wjeżdża samochodem Paceya w dom Leerych.                                                |
| 115 | 6.11      | Day Out Of Days                         | 15.01.2003    | Joey odwiedza Eddiego i zastaje jego mieszkanie pustym. Pacey spędza coraz więcej czasu z Emmą. |
| 116 | 6.12      | All The Right Moves                     | 22.01.2003    | Joey odwiedza Eddiego w domu. Audrey wraca do zespołu, ale znów upija się przed koncertem. |
| 117 | 6.13      | Rock Bottom                             | 29.01.2003    | Joey namawia Audrey do poddania się odwykowi. Natasha odmawia udziału w rozbieranej scenie w filmie Dawsona.                                                                                         |
| 118 | 6.14      | Clean And Sober                         | 5.02.2003     | Dawson odwiedza Audrey. Pacey urządza imprezę w swoim mieszkaniu. |
| 119 | 6.15      | Castaways                               | 12.02.2003    | Pacey i Joey zostają uwięzieni na całą noc w hipermarkecie. |
| 120 | 6.16      | That Was Then                           | 26.03.2003    | Pacey jedzie do Capeside odwiedzić chorego ojca w szpitalu. Dawson również odwiedza rodzinne miasteczko i wygłasza wykład w klasie filmowej w Capeside High.                                         |
| 121 | 6.17      | Sex And Violence                        | 2.04.2003     | Joey zgadza się zostać tymczasową asystentką Paceya, ale ich wzajemna zazdrość prowadzi do katastrofy. Wytwórnia chce przerobić oryginalny projekt Dawsona.                                          |
| 122 | 6.18      | Love Bites                              | 9.04.2003     | Jen dowiaduje się, że jej babcia ma raka piersi. Pacey inwestuje na giełdzie wszystkie oszczędności Dawsona, przeznaczone na projekt filmowy.                                                        |
| 123 | 6.19      | Lovelines                               | 16.04.2003    | Audrey wraca z odwyku w LA. Jen zwierza się CJ-owi na temat choroby babci. |
| 124 | 6.20      | Catch-22                                | 23.04.2003    | Firma, w którą Pacey zainwestował pieniądze Dawsona bankrutuje. Eddie proponuje Joey wyjazd na wyprawę po Europie.                                                                                   |
| 125 | 6.21      | Goodbye, Yellow Brick Road              | 30.04.2003    | Pacey przyznaje się Dawsonowi, do utraty jego wszystkich pieniędzy. Zagraża to ich przyjaźni. |
| 126 | 6.22      | Joey Potter And The Capeside Redemption | 7.05.2003     | Joey chce pomóc Dawsonowi w spełnieniu marzenia jego życia, jakim był autobiograficzny film. Jen i Jack zabierają babcię do Nowego Jorku, gdzie może otrzymać lepszą opiekę i leczenie.              |
| 127 | 6.23      | All Good Things…(1)                     | 14.05.2003    | Mija 5 lat, jest rok 2008. Grupa przyjaciół zjeżdża się do Capeside. Dowiadujemy się, jak ułożyło się im życie. Nagle Jen mdleje. Okazuje się, że cierpi na śmiertelną chorobę serca.                |
| 128 | 6.24      | …Must Come To An End (2)                | 14.05.2003    | Jen umiera, zostawiając po sobie pamiątkę dla córeczki - wideo nagrane przez Dawsona. Joey dokonuje ostatecznego wyboru pomiędzy dwiema miłościami swojego życia - Dawsonem i Paceyem.               |